# Хрустальное зерцало
Хрустальное зерцало (монг. Болор толь?, ᠪᠣᠯᠣᠷ ᠲᠣᠯᠢ?) — монгольское историографическое сочинение XIX века, написанное да-ламой Джамбадорджи. Один из популярнейших исторических трудов в монголоязычном мире в XIX в. Охватывает период монгольской истории, начиная с к. XII в. и заканчивая 1820 годом, содержит энциклопедические знания о странах Европы и включает ряд новшеств для традиционной монгольской историографии. Отражает официальную проманьчжурскую точку зрения на историю монголов.

## Авторство
Авторство «Хрустального зерцала» впервые было достоверно установлено монгольским учёным Х. Пэрлээ в 1958 году Автором сочинения был да-лама монастыря Туйлун-хамгалагч, рабджампа Джамбадорджи. Монастырь находился на юге среднего Уратского хошуна, близ хошуна Далат в Ордосе. Летопись была составлена в 1835—1838 гг. по заданию князя этого хошуна, дзасака Лавранринчина, ставшего правителем хошуна в 1831 г.

## Отличительные особенности
- Присутствует оглавление (монг. гарчиг) и синопсис — краткое содержание всех трёх томов летописи.
- В начале труда приводится краткое описание западных стран — Ирана, России, Германии, Швеции и др.
- Уникальная особенность «Хрустального зерцала» — возвеличивание фигуры Хасара, брата Чингисхана, в рассказе о событиях к. XII — н. XIII вв. Это объясняется тем фактом, что летопись была написана в среде монгольских племён, возводящих своё происхождение к Хасару. Основным же политическим императивом, пронизывающим остальное повествование, является проманьчжурская направленность.
- В «Хрустальном зерцале», в отличие от многих других монгольских историографических сочинений, присутствует перечень источников, использованных при его написании.